# Kathedralenplatz (Moskauer Kreml)

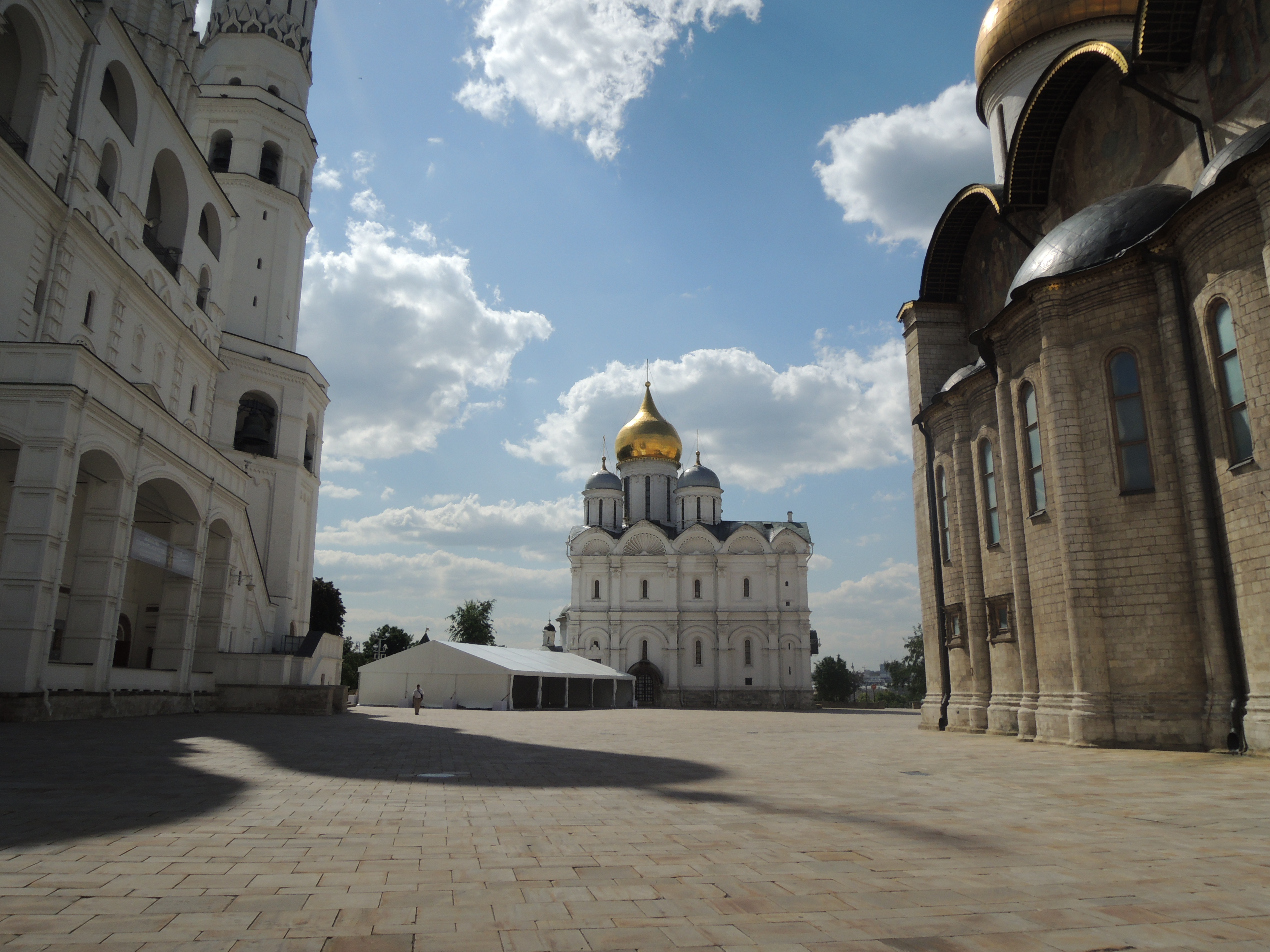
Der Platz mit den Kathedralen

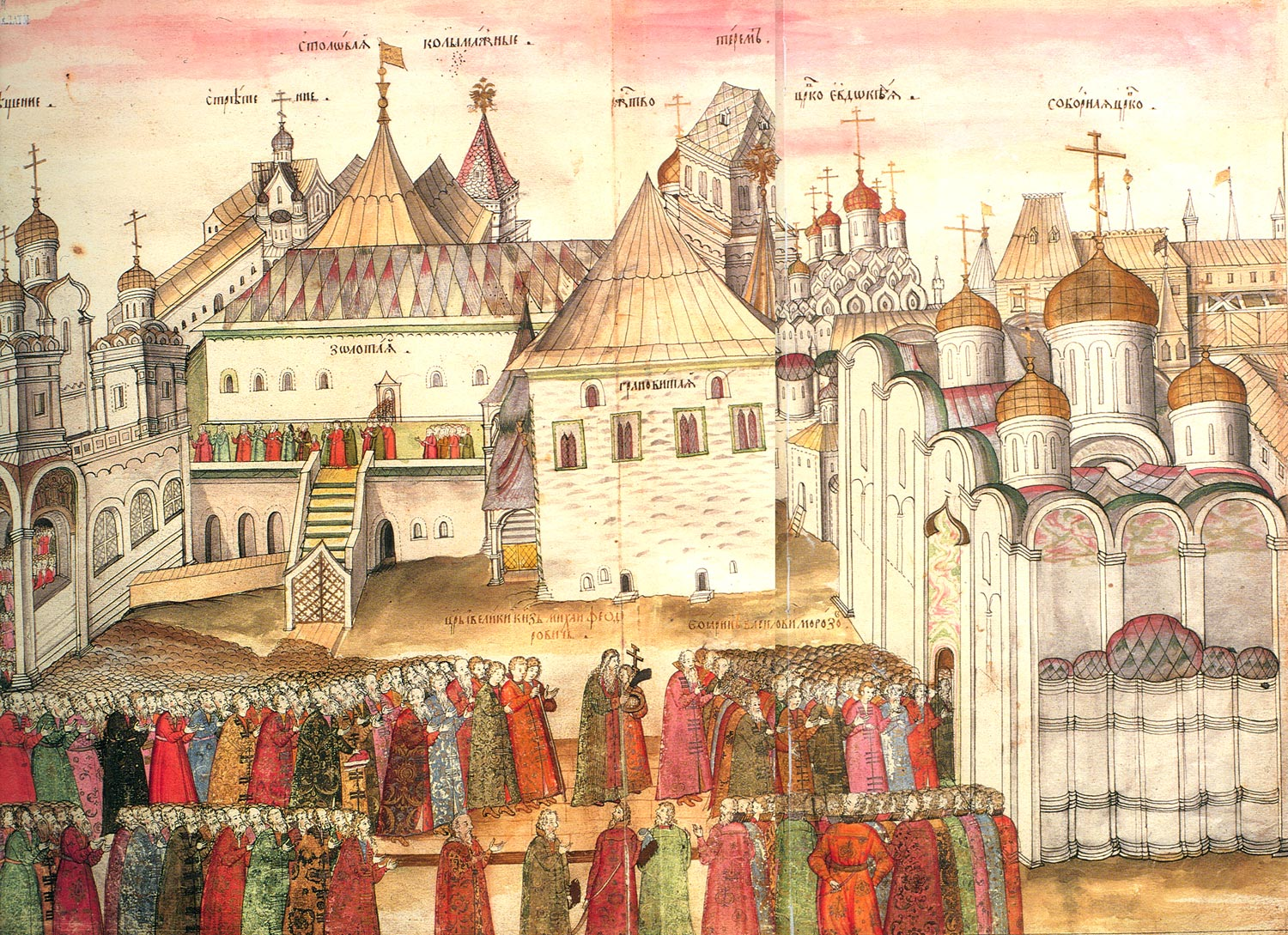
Kathedralenplatz (Buchminiatur, 1672–1673) – rechts die Mariä-Entschlafens-Kathedrale

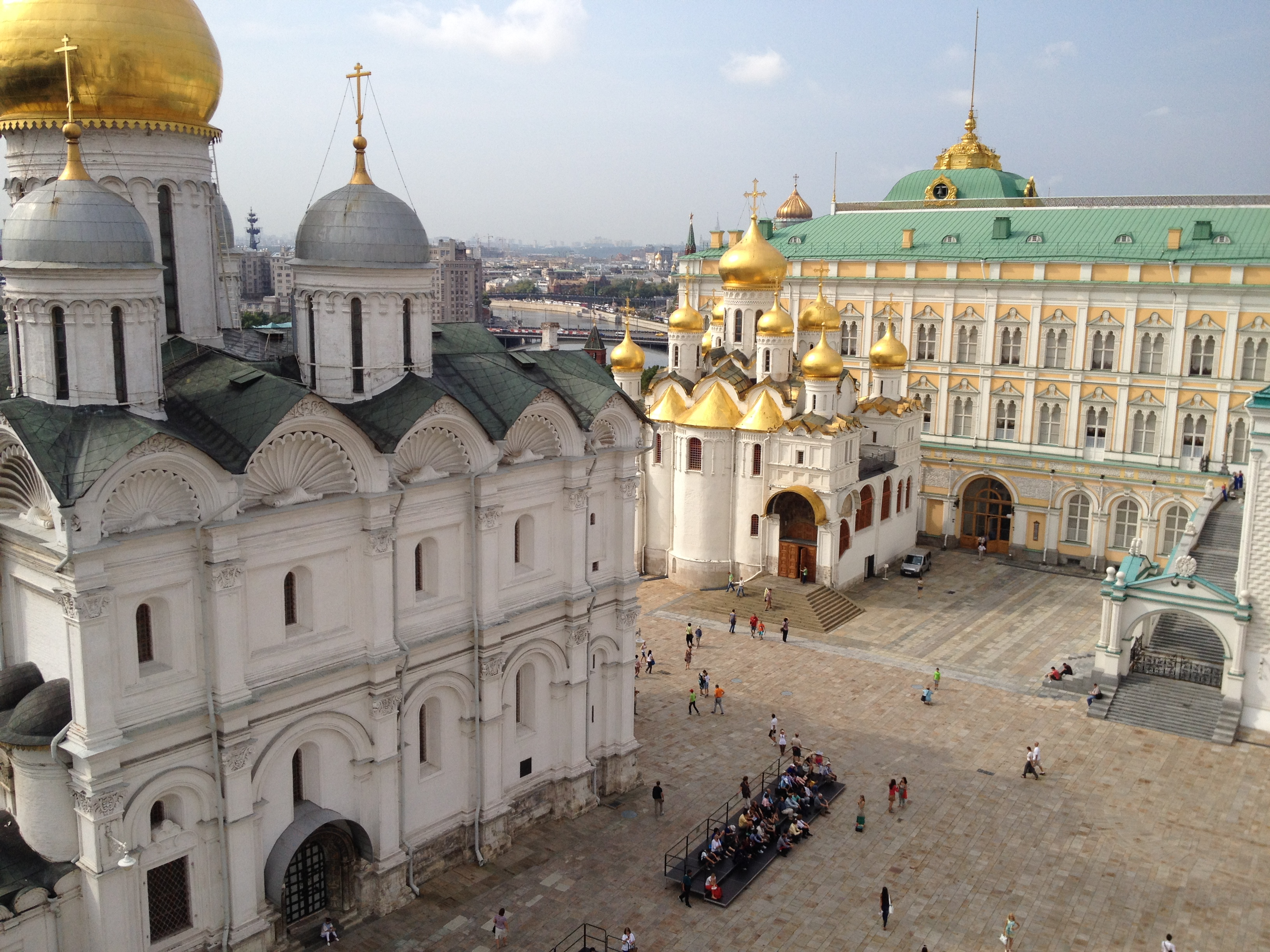
Blick vom Glockenturm Iwan der Große

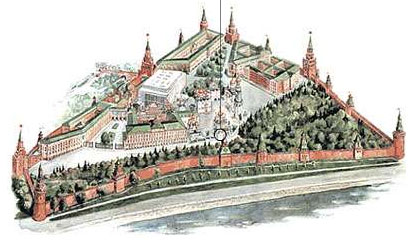
Lage im Kreml

Der Kathedralenplatz (russisch Соборная площадь / Sobornaja ploschtschad, wiss. Transliteration Sobornaja ploščad') ist der zentrale Platz des Moskauer Kreml, auf dem im 15. Jahrhundert alle seine Straßen zusammenliefen. Es hat seinen Namen von den drei Kathedralen, die dort stehen.

## Kurzeinführung
Um den Platz gruppieren  sich die ältesten Denkmäler (bürgerliche und vor allem religiöse) der ehemaligen Zarenresidenz. Das in sich geschlossene architektonische Ensemble ist prächtig und außergewöhnlich. Es liegt nicht weit von der Kremlmauer entfernt, die entlang der Moskwa verläuft. Die Mariä-Entschlafens-, die Erzengel-Michael- und die Mariä-Verkündigungs-Kathedrale sowie die Mariä-Gewandniederlegungs-Kirche und der Glockenturm Iwans des Großen sind die fünf erhaltenen kirchlichen Bauwerke des Kremls.
Der Platz war Schauplatz feierlicher Krönungen und Trauerzüge aller russischen Zaren, Patriarchen und Großherzöge von Moskau. Es ist immer noch die Kulisse für die Amtseinführungszeremonie der Präsidenten Russlands und der Zeremonie des Wechsels der Fuß- und Pferdegarde des Präsidentenregiments (eine Tradition, die im 21. Jahrhundert wieder aufgenommen wurde). Gelegentlich wurden auf dem Platz Opern – wie beispielsweise Boris Godunow –  aufgeführt.
Wenn man den Platz betritt, befinden sich von links beginnend und im Uhrzeigersinn:
- die Erzengel-Michael-Kathedrale;
- die Verkündigungskathedrale;
- der  Facettenpalast
- der Terem-Palast;
- die  Mariä-Gewandniederlegungs-Kirche;
- die Mariä-Entschlafens-Kathedrale;
- der Patriarchenpalast;
- die Zwölf-Apostel-Kirche;
- der Glockenturm Iwan der Große.